# Edisto
Edisto (Edistoe, Edistow, Adusta, Audusta, Orista, Oristanum), jedno od plemena Cusabo Indijanaca, porodica Muskhogean, naseljeni u kolonijalno vrijeme na donjem toku istoimene rijeke u okruzima Charleston i Colleton u Južnoj Karolini. Njihova populacija procijenjena je na 1,000 (1600). 
Prvi bijelci s kojima dolaze u kontakt su francuski hugenoti, njih pedesetak što ih je iz Le Havre De Grace doveo kapetan Jean Ribaut, kojima 1562. pomažu u njihovom bezuspješnom pokušaju da utemelje koloniju u Port Royalu. Na otoku Parris Island uz pomoć Indijanaca grade utvrdu Charles Forte u čast kralja Charles IX., no ubrzo je napuštaju, te odjedre za Francusku. Nekoliko godina kasnije dolaze Španjolci, utemeljuju misiju i grade utvrdu 1566. koju će Indijanci 1576. zapaliti. Španjolci će je iznova podignuti da bi je 1587. napustili, a Indijanci se povukli s donjeg Edista na istoimeni otok Edisto. Englezi neće svoju koloniju u ovom kraju utemeljiti sve do 1670. a 45 godina kasnije, oslabljeni bolestima bijelaca i napadima susjednih plemena, oni će 1715. nestati. Potomaka ovog plemena ipak se nešto očuvalo i oni danas žive pod imenom Edisto Indian Nation u južnoj Karolini. 

## Vanjske poveznice
- Edisto